# Лопшеньга (присілок)
Лопшеньга (рос. Лопшеньга) — присілок в Приморському районі Архангельської області Російської Федерації.
Населення становить 255 осіб. Входить до складу муніципального утворення Пертоминське поселення.

## Історія
Від 2004 року входить до складу муніципального утворення Пертоминське поселення.

## Населення
| 2002 | 2010 | 2012 |
| ---- | ---- | ---- |
| 288  | ↘215 | ↗255 |